# آرچر دنیلز میدلند
آرچر دَنیلز میدلَند (به انگلیسی: Archer Daniels Midland) که با نام اختصاری اِی‌دی‌اِم (مخفف انگلیسی: ADM) شناخته می‌شود، شرکت چندملیتی آمریکایی ارائه‌کننده محصولات غذایی و کالاهای تجاری می‌باشد، که دفتر مرکزی آن در شهر شیکاگو ایالت ایلی‌نوی قرار دارد.
آرچر دنیلز بیش از ۲۷۰ گونه از محصولات گیاهی و نیز ۴۲۰ گونه از انواع محصولات تجاری گوناگون را در سراسر جهان عرضه می‌نماید، که دامنه گسترده‌ای از مواد غذایی، نوشیدنی و محصولات صنعتی را شامل می‌شود.
آرچر دانیلز میدلند برای ۳ سال پیاپی در خلال سال‌های ۲۰۰۹، ۲۰۱۰ و ۲۰۱۱ از سوی مجله فورچون به‌عنوان تحسین‌برانگیزترین شرکت تولید مواد غذایی در جهان نامگذاری شد.
شرکت آرچر دنیلز همچنین فعالیت گسترده‌ای در صنعت کشاورزی داشته و به ارائه خدماتی چون ترابری و ذخیره‌سازی می‌پردازد. این شرکت در سال مالی ۲۰۱۲ درآمدی معادل ۸۹ میلیارد دلار آمریکا کسب نموده است.